# Telegraph Cove
Telegraph Cove ist eine kleine unselbständige Gemeinde mit etwa 20 Einwohnern im Norden von Vancouver Island in der kanadischen Provinz British Columbia. Sie liegt etwa 50 Kilometer westsüdwestlich von Port Hardy im Regional District of Mount Waddington. Es handelt sich um ein ehemaliges Fischerdorf, in dem auch Konserven produziert wurden, das zu einem Ausgangspunkt für Ökotourismus wurde.
Die Gemeinde liegt am Eingang zu einem Fjord, an dem 3 Kilometer weiter im Inland auch Beaver Cove liegt.

## Geschichte
Die Gemeinde entwickelte sich aus einer einräumigen Station am Nordende der Campbell-River-Telegraphenlinie, die von der Bundesregierung 1911–1912 betrieben wurde.:264
Neben einer Galerie für Kunst und Kunsthandwerk liegt das Haus der Gemeinde-Pioniers Fred Wastell, dessen Vater den Großteil des Landes rund um die kleine Bucht gekauft hatte. Gemeinsam mit japanischen Investoren gründete er eine Einrichtung zum Einsalzen von Ketalachs und eine kleine Sägemühle.

## Wirtschaft

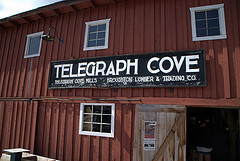
Eingang am Pier

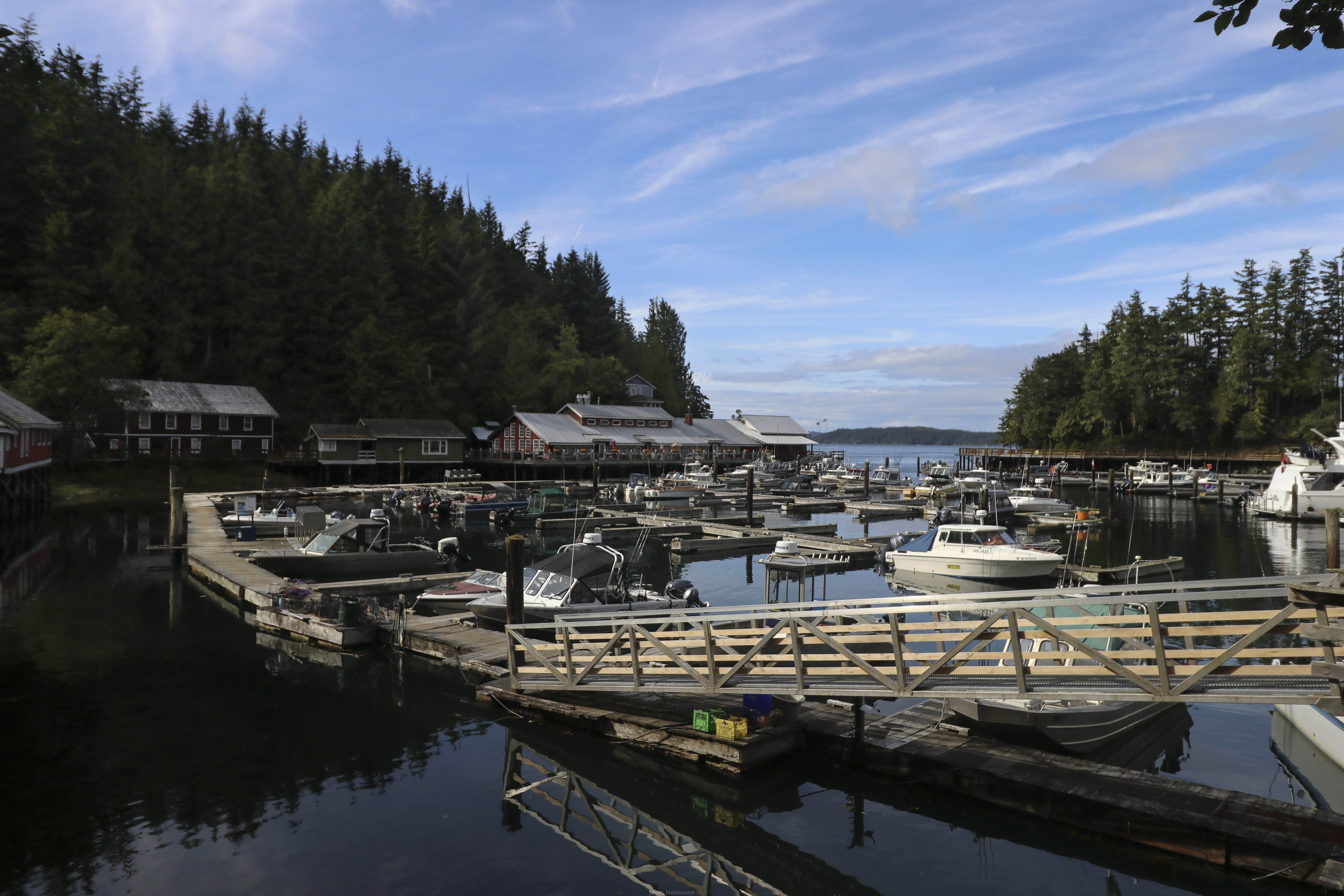
Telegraph Cove

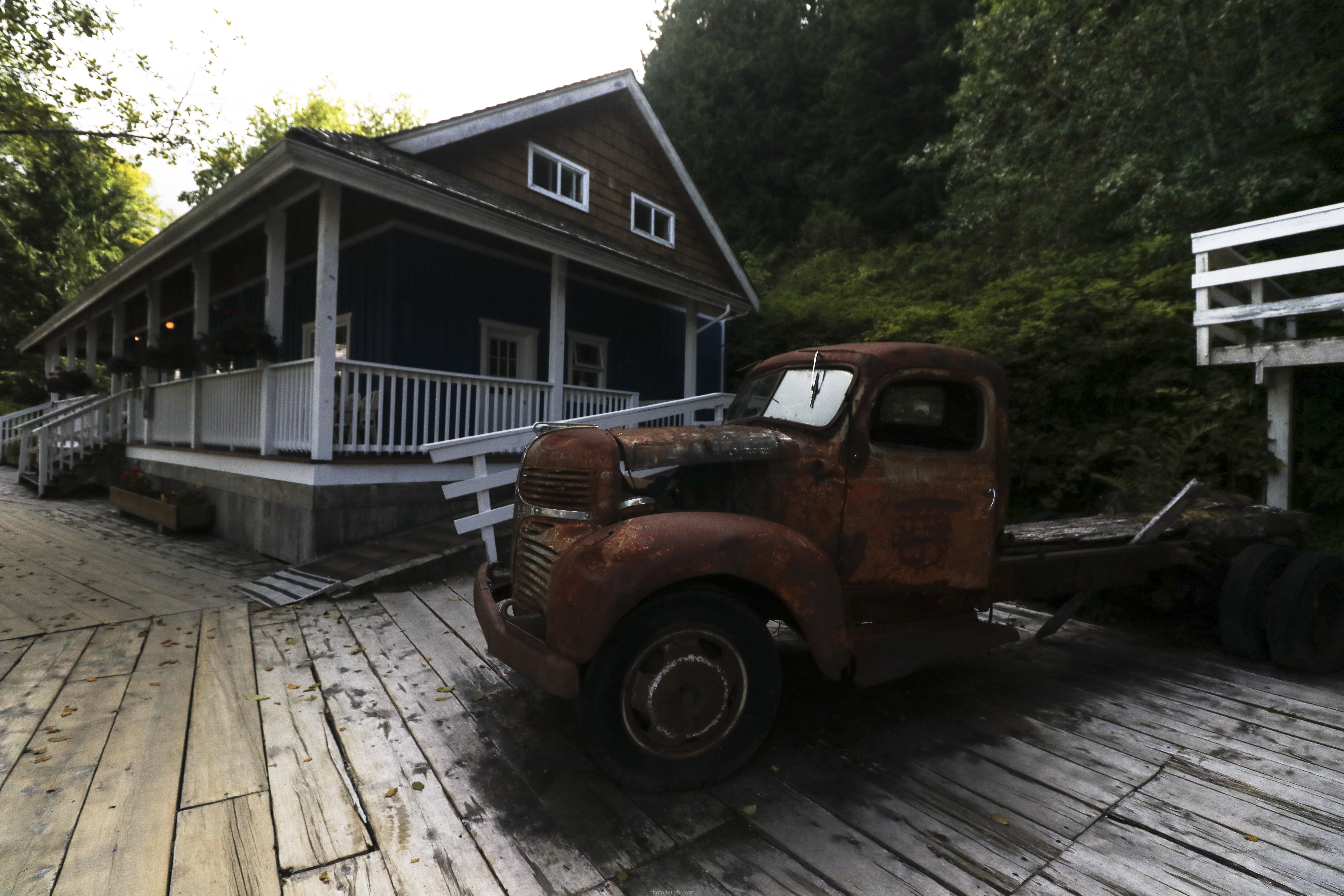
Telegraph Cove

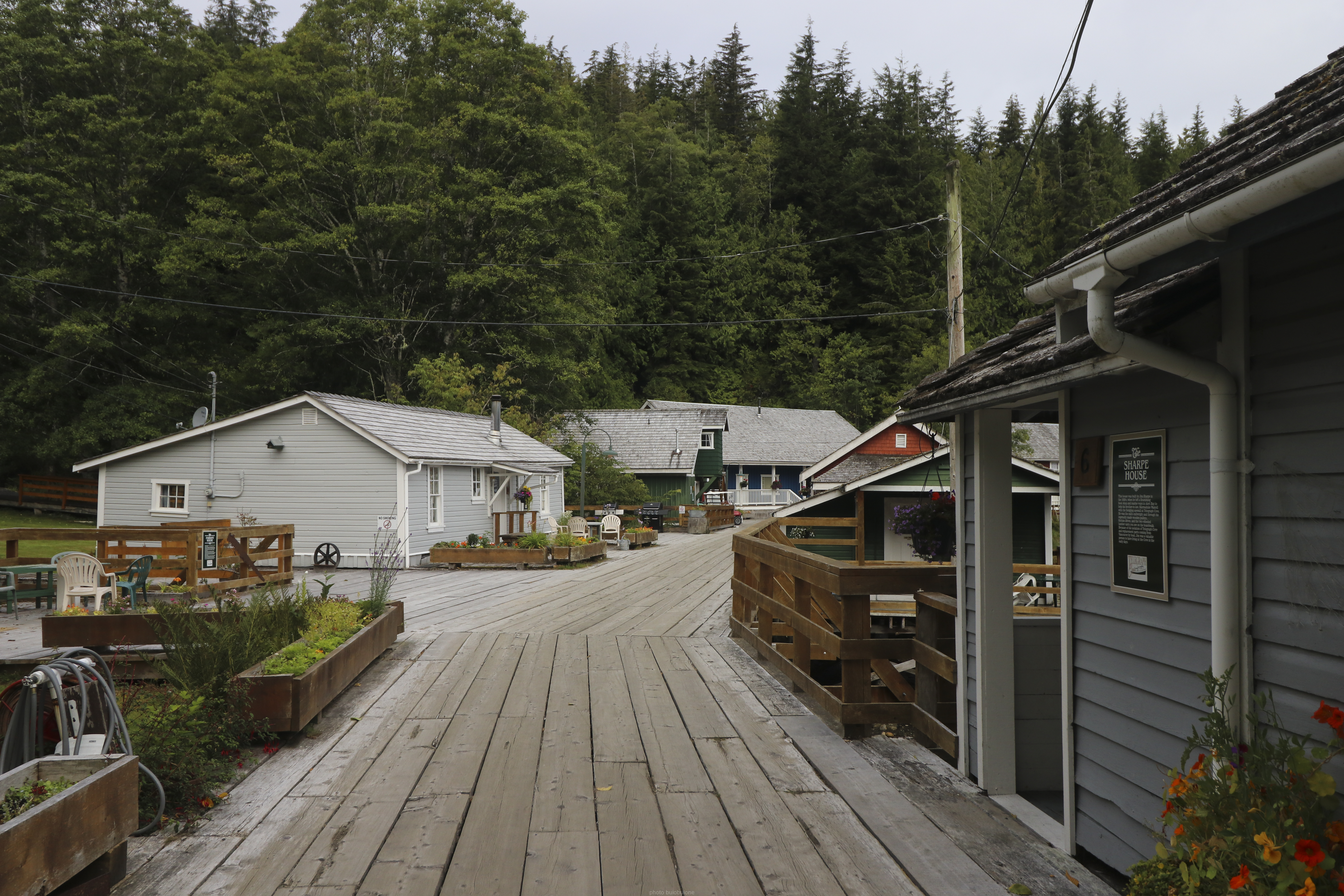
Telegraph Cove

Heute beruht das Geschäftsleben von Telegraph Cove auf dem Tourismus, was seiner vorgeschobenen Lage an der Johnstone Strait, die den Norden von Vancouver Island vom Festland British Columbias trennt, und seiner Nähe zum Robson Bight (Michael Bigg) Ecological Reserve (einem Schutzgebiet für Wale) zu verdanken ist. Telegraph Cove dient als Ausgangspunkt für Kayak-Fahrer und andere Wal-Beobachter, die sich für die großen Gruppen von Schwertwalen interessieren, welche die Sommermonate in der Johnstone Strait verbringen. Auch ist die Gemeinde Ausgangspunkt für Besucher des Cormorant Channel Marine Provincial Park und der Parks im Broughton-Archipel, wie dem Broughton Archipelago Marine Provincial Park.
Das alte Fischerdorf Telegraph Cove wurde in ein Resort verwandelt, in dem viele kleine Unternehmen Fuß gefasst haben, die Touristen zur Johnstone Strait ziehen. Stubbs Island Charters (Telegraph Cove Whale Watch) verhalf fast vier Jahrzehnte lang der Walbeobachtung in der Region zu weltweiter Aufmerksamkeit.
In Telegraph Cove existiert der Telegraph Cove Marina and RV Park (Marina und Caravan-Park), welcher der Telegraph Cove Holdings Ltd. (TCH), einem kommunalen Unternehmen, gehört. Seit 1991 erwarb die TCH 127 Hektar in und rund um Telegraph Cove mit Ausnahme des alten Dorfes und außerhalb des Telegraph Cove Resort's marina and RV park. Gegenüber dem historischen Dorf liegt die Telegraph Point Strata Subdivision, ein Bereich mit bis zu 66 Wohngrundstücken und sechs Gewerbeeinheiten, der dem Charakter des historischen Ortes nachempfunden wird. Die ersten drei Phasen der Erschließung der Wohngrundstücke wurden 2020 abgeschlossen, 24 Parzellen angeboten und verkauft. In der Folge sollten jedes Jahr neun Häuser in Telegraph Point entstehen.

## Fortschritte
Im Sommer 2006 wurde das Projekt zur Aufbesserung der Telegraph Cove Road abgeschlossen. Die Straße wurde auf der gesamten Strecke nach Telegraph Cove erweitert, neu trassiert und asphaltiert.
Die 130 Liegeplätze der Telegraph Cove Marina wurden 2007/2008 komplett überholt, so dass kleine und große Boote mit Trinkwasser und Energie versorgt werden können. Sowohl die Telegraph Cove Marina als auch die Telegraph Cove Resorts' Marina versorgen vorrangig Boote, die per Trailer bewegt werden können.
Die Telegraph Cove Resorts verfügen über einen Liegeplatz für Yachten mit eine Länge von über 100 ft (30,48 m), während in der Telegraph Cove Marina Boote bis zu 68 ft (21 m) Länge und an acht Plätzen Liegemöglichkeiten für kommerzielle Boote mit 40–60 ft (12,19–18,29 m) Länge festmachen können.